# Patrick Möschl
Patrick Möschl (ur. 6 marca 1993 w Saalfelden am Steinernen Meer) – austriacki piłkarz grający na pozycji pomocnika w SV Ried.

## Kariera klubowa
W latach 2001–2007 trenował w SK Lenzing, a następnie trafił do AKA Ried. Stamtąd przeniósł się do SV Ried, gdzie początkowo grał w amatorskim zespole, a latem 2012 został włączony do pierwszej drużyny.